# موتيو أديبوجو
موتيو أديبوجو (بالإنجليزية: Mutiu Adepoju)‏، من مواليد 22 ديسمبر 1970 في إبادان في نيجيريا، لاعب كرة قدم نيجيري سابق.
بدأ مسيرته الكروية مع نادي فيمو سكوربيونز في عام 1986، ولعب معهم حتى عام 1987، وفي عام 1988 انتقل إلى نادي شوتنغ ستارز، وفي عام 1989 انتقل إلى نادي جوليوس بيرغر، وفي عام 1989 انتقل إلى رديف ريال مدريد الإسباني، ولعب معهم حتى عام 1992، وشارك معهم في 65 مباراة وسجل 27 هدف، وفي عام 1992 انتقل إلى نادي ريسنغ سانتاندر الإسباني، ولعب معهم حتى عام 1996، وشارك معهم في 123 مباراة وسجل 24 هدف، وفي عام 1996 انتقل إلى نادي ريال سوسييداد الإسباني، ولعب معهم حتى عام 2000، وشارك معهم في 91 مباراة وسجل 8 أهداف، وفي موسم 2000/2001 انتقل إلى نادي الاتحاد السعودي، وفي موسم 2001/2002 انتقل إلى نادي سلمنقة الإسباني، ولعب معهم 14 مباراة، وفي موسم 2002/2003 انتقل إلى نادي سامسونسبور، ولعب معهم 8 مباريات، وفي موسم 2003/2004 انتقل إلى نادي ليماسول القبرصي، ولعب معهم 5 مباريات وسجل هدف واحد.
و قد لعب مع منتخب نيجيريا لكرة القدم في 49 مباراة وسجل 5 أهداف.

## روابط خارجية
- موتيو أديبوجو على موقع الاتحاد الدولي (مؤرشف)  (الإنجليزية)
- موتيو أديبوجو على موقع اتحاد تركيا (لاعب) (الإنجليزية)
- موتيو أديبوجو على موقع قاعدة بيانات كرة القدم.إي يو (الإنجليزية)
- موتيو أديبوجو على موقع ناشيونال فوتبول تيمز (الإنجليزية)
- موتيو أديبوجو على موقع عالم كرة القدم.نت (الإنجليزية)
- موتيو أديبوجو على موقع كووورة